# محطة قطار ذراع بن خدة
محطة قطار ذراع بن خدة هي محطة قطار ببلدية ذراع بن خدة في ولاية تيزي وزو تقع قرب وادي سيباو والطريق الوطني رقم 12، وتنطلق منها أنواع عديدة من القطارات على اختلاف درجاتها إلى جميع نواحي الجزائر.

## تاريخ

### الإنشاء
يندرج مشروع محطة قطار ذراع بن خدة في إطار تمديد شبكة السكك الحديدية في ولاية تيزي وزو وولاية بومرداس تحت إشراف الوكالة الوطنية لدراسة ومتابعة إنجاز الاستثمارات في السكك الحديدية.
وقد انطلقت الدراسات التقنية لهذه المحطة في العام 2014م ليتم التقدم المحسوس في تصميم خط سكة حديد من ذراع الميزان إلى دلس.
ويسمح إنجاز هذه المحطة بالربط ما بين ميناء دلس ومحطة قطار ذراع بن خدة على امتداد 64 كلم عبر خط سكة حديد من الثنية إلى وادي عيسي.

### الازدواجية
تم تزويد مشروع محطة قطار ذراع بن خدة بسكة حديدها ذات مسار مزدوج بدل من المسار الفردي.
وستساهم شركات عديدة بالتقانة والتجربة في إنجاز محطة قطار ذراع بن خدة ومحيطها، عبر مراحل التخطيط والهندسة المدنية المتخصصة وإشارات السكك الحديدية وسكة الحديد المكهربة.

### الكهربة
تم اختيار خط سكة حديد مكهرب ليعبر محطة قطار ذراع بن خدة ضمن خطوط السكة الحديدية في الجزائر فيما يتعلق بنقل المسافرين ونقل السلع يوميا.
وتتميز سكة الحديد في هذه المحطة بكونها سكة حديد مكهربة بجهد كهربائي شدته 25 000 فولط إلى غاية محطة قطار دلس على مسافة 64 كلم لتصل سرعة القطار الكهربائي إلى 160 كلم\سا بعد التدشين وبدء الخدمة.
وستقوم شركة الشركة الوطنية للنقل بالسكك الحديدية، مع شركات أخرى، بتطوير إشارات السكك الحديدية والاتصالات بين القطارات على مستوى هذه المحطة وهذا الخط المكهرب.

## الخطوط والمحطات الموصولة

### خط سكة حديد من وادي عيسي إلى الثنية
|  |   |  | محطات القطار | بلدية       | الربط بالقطار والترامواي                          | الربط بالتيليفيريك |
|  | - |  | ------------ | ----------- | ------------------------------------------------- | ------------------ |
|  | ● |  | وادي عيسي    | وادي عيسي   | • عزازقة                                          |                    |
|  | ● |  | تيزي وزو     | تيزي وزو    |                                                   | تيليفيريك تيزي وزو |
|  | ● |  | بوخالفة      | بوخالفة     |                                                   |                    |
|  | ● |  | ذراع بن خدة  | ذراع بن خدة | • ذراع الميزان                                    |                    |
|  | ● |  | تادمايت      | تادمايت     |                                                   |                    |
|  | ● |  | الناصرية     | الناصرية    |                                                   |                    |
|  | ● |  | برج منايل    | برج منايل   | • دلس                                             |                    |
|  | ● |  | يسر          | يسر         |                                                   |                    |
|  | ● |  | سي مصطفى     | سي مصطفى    |                                                   |                    |
|  | ● |  | الثنية       | الثنية      | • القصبة • الحراش • الرغاية • البويرة • بني منصور |                    |

### خط سكة حديد من ذراع الميزان إلى دلس
|  |   |  | محطات القطار | البلديات     | الربط بالقطار والترامواي | الربط بالمترو |
|  | - |  | ------------ | ------------ | ------------------------ | ------------- |
|  | ● |  | ذراع الميزان | ذراع الميزان | • بوغني • عمر            |               |
|  | ● |  | تيزي غنيف    | تيزي غنيف    |                          |               |
|  | ● |  | ذراع بن خدة  | ذراع بن خدة  | تيزي وزو • وادي عيسي     |               |
|  | ● |  | تادمايت      | تادمايت      |                          |               |
|  | ● |  | الناصرية     | الناصرية     |                          |               |
|  | ● |  | برج منايل    | برج منايل    | • ثنية • الحراش • القصبة |               |
|  | ● |  | بغلية        | بغلية        |                          |               |
|  | ● |  | دلس          | دلس          | • أزفون • تيقزيرت        |               |

### رَوابط خارجية
- "SNTF". Société nationale des transports ferroviaires (SNTF). مؤرشف من الأصل في 2025-05-31..